# إيفان ميلات
إيفان ميلات (1944-2019) (بالإنجليزية: Ivan Milat) مجرم وأشهر سفاح في أستراليا، أدين بقتل سبعة مسافرين أوروبيين في بداية تسعينيات القرن الماضي، وتم توجيه إليه تهم بـ12 جريمة مختلفة ما زالت قيد التحقيق ومن جنسيات مختلفة بريطانية، أسترالية وألمانية. مات في سجن لونغ باي في أستراليا بعد معاناته من مرض سرطان المريء والمعدة عن عمر 74 عاما.

## استدراجه للضحايا
كان ميلات وهو عامل طرق سابق يصطحب ضحاياه اللذين كانوا يلحون له من أجل أن يقلهم بسيارته، فيستدرجهم إلى غابة بيلانغلو الوطنية جنوب سيدني، ومن ثم يعتدي عليهم ويقتلهم، ثم يقطع رؤوسهم، مما جعله يوصف بالقاتل الأكثر دموية في أستراليا. وحُكم عليه بالسجن مدى الحياة سبع مرات متتالية في عام 1996 لقتله ثلاثة ألمانيين، وبريطانيين بالإضافة إلى اثنين من الرحالة الأستراليين.

## اعتقاله
تم اعتقاله في مايو عام 1994 بعد أن استطاع رحالة بريطاني النجاة من محاولة خطفه في يناير 1990 وأبلغ الشرطة، ورغم ذلك فإن ميلات أصر على الإنكار ولم يعترف بجرائمه. كما اشتهر ميلات كونه ألهم صناع فيلم الرعب الأسترالي الناجح "ولف كريك"، الذي بث للجمهور عام 2005، حسب ما ذكرت شبكة "سي إن إن" الأميركية.

## موته
عانى قبل موته من سرطان المريء والمعدة منذ شهر مايو، وتم إخضاعه للعلاج الكيميائي حتى وفاته في سجن لونغ باي في 27 أكتوبر 2019 عن عمر 74 عاما. وبموته ترك خلفه حالات اختفاء أخرى دون حل، حيث يتوقع المحققون أن ميلات له علاقة بهذه الجرائم التي وقعت في المنطقة.
حيث ذكر المحقق السابق في نيو ساوث ويلز كلايف سمول، الذي قاد الفريق الذي ألقى القبض على ميلات، «في الماضي كان يشتبه في أن ميلات ارتكب ثلاث جرائم قتل أخرى على الأقل - حيث عثر على الجثث في ثلاث غابات أخرى، بالإضافة إلى احتمال ارتكابه جرائم اغتصاب».